# Jarosława Simonienko
Jarosława Anatoljewna Simonienko z domu Sannikowa(ros. Ярослава Анатольевна Симоненко; ur. 27 czerwca 1996 w Czelabińsku) – rosyjska siatkarka, grająca na pozycji przyjmującej. Od sezonu 2021/2022 występuje w drużynie Dinama Moskwa.

## Sukcesy klubowe
Mistrzostwo Rosji:
- 2019